# Bob Gale
Michael Robert „Bob” Gale (ur. 25 maja 1951 w University City) – nominowany do Oscara scenarzysta, który zasłynął jako współautor scenariusza do filmów z cyklu Powrót do przyszłości.
Jest także autorem scenariuszy do filmów 1941, I Wanna Hold You Hand, Używane samochody. W 2002 roku zadebiutował jako reżyser w filmie Ale jazda!.
Gale był także autorem komiksów, wśród których znalazły się opowiadania z serii Daredevil oraz Batman. Napisał powieść na podstawie filmu 1941.